# 15595 Melwincheng
15595 Melwincheng este o planetă minoră (asteroid) din centura de asteroizi. A fost descoperită pe 6 aprilie 2000 la Experimental Test Site⁠(d) de Lincoln Near-Earth Asteroid Research. 
Obiectul prezintă o orbită caracterizată de o semiaxă mare de 2,5775249 UAi, o excentricitate de 0,11, o înclinație de 14,23254 ° în raport cu ecliptica.